# Imhoffia nigra
Imhoffia nigra är en myrart som beskrevs av Oswald Heer 1850. Imhoffia nigra ingår i släktet Imhoffia och familjen myror. Inga underarter finns listade i Catalogue of Life.